# يلينا زامولودتشيكوفا
يلينا ميخائيلوفنا «زامو» زامولودتشيكوفا (الروسية:Елена Михайловна Замолодчикова، من مواليد 19 سبتمبر 1982) لاعبة جمباز روسية سابقة ، وصاحب الميدالية الأولمبية لأربع مرات. كانت معروفة بمضاعفة التواء مزدوج الخطورة على الأرض وكانت واحدة من قلة من المتسابقات الأكثر نجاحاً، تم إدارجها في قاعة مشاهير الجمباز الدولي في عام 2015.

## نشأتها
ولدت في 19 سبتمبر 1982 في مدينة موسكو، بدأت زامولودتشيكوفا ممارسة الجمباز في سن السادسة. في عام 1999 شاركت في أول مسابقة كبرى لها، بطولة العالم للجمباز. فازت بالميدالية الذهبية في القفز والبرونزية في جمباز شامل.
قبل أيام قليلة من بطولة أوروبا لعام 2000 في باريس ، توفي والدها نتيجة التعرض للإشعاع من حادث تشيرنوبيل. قادت فريقها إلى الميدالية الذهبية وحصلت على الميداليات الفضية الفردية في نهائيات شامل و منصة القفز و البرونزية على العارضة.

## روابط خارجية
- إيلينا زامولودتشيكوفا على موقع الاتحاد الدولي للجمباز (licence) (الإنجليزية)
- إيلينا زامولودتشيكوفا على موقع الاتحاد الدولي للجمباز (biography) (الإنجليزية)
- إيلينا زامولودتشيكوفا على موقع اللجنة الأولمبية الدولية (الإنجليزية)
- إيلينا زامولودتشيكوفا على موقع أوليمبيديا (الإنجليزية)